# Григорьев, Андрей Андреевич
Андрей Андреевич Григорьев  (род. 2 февраля 1949 года, Курск) — специалист в области светотехники, доктор технических наук, профессор, заведующий  кафедрой  «Светотехника» (2004-2014) МЭИ. 

## Биография
Андрей Андреевич Григорьев родился 2 февраля 1949 года в городе Курске.  Учился в московской школе, а  в 1966 году поступил в МЭИ на специальность «Оптико-электронные приборы и системы». Во годы учебы был бойцом стройотрядов в Хакасии и Чехословакии. В 1972 году окончил Московский энергетический институт, защитив диплом на тему: «Разработка установки для исследования инерционности фотоприемников на основе InSb». Работал инженером на кафедре светотехники и источников света МЭИ. В 1974 — 1977 годах учился в аспирантуре института, писал кандидатскую диссертацию (научный руководитель профессор, лауреат Государственной премии РФ Н. Ф. Кощавцев) по разработке активно-импульсных приборов наблюдения.
В 1977 году защитил кандидатскую диссертацию. С 1978 года занимал в МЭИ должность ассистента, с 1981 года – доцент кафедры светотехники. В 2003 году был избран заведующим кафедрой «Светотехника» МЭИ, работал на этой должности до 2014 года. В 2007 году защитил докторскую диссертацию на тему: «Статистическая теория восприятия изображений в оптико-электронных системах визуализации».
Область научных интересов: математическое моделирование оптико-электронных систем визуализации изображений, обнаружения объектов на неравномерных и случайных фонах. В настоящее время он является членом ученого совета МЭИ, состоит в редколлегии журнала «Светотехника».

## Труды
- Григорьев A. A., Рассказов А. И. , Шестопалова И. П. Исследование эффективности использования матричного газоразрядного индикатора при решении задач опознавания. // Тр. ин-та / МЭИ. 1984. - ВЫП. 46. - С. 102 - 107.
- Григорьев A. A., Левчук Ю. А. Реализация на ЭВМ математической модели визуальной оптико-электронной системы. // Тр. ин-та / МЭИ. 1985. - Вып. 52. - С. 115 - 120.
- Григорьев A. A., Левчук Ю. А. Моделирование компонентов визуальной оптико-электронной системы с помощью ЭВМ. // Тр. ин-та / МЭИ. 1986. - Вып. 106. - С. 69 - 73.
- Григорьев A. A. Физические основы оптико-электронных приборов. М.: МЭИ, 1986. - 32 с.
- Григорьев A. A., Шестопалова И. П. Преобразование излучения оптическими средами. -М.: МЭИ, 1986. -76 с.
- Григорьев A. A., Левчук Ю. А. Установка обработки телевизионной информации с помощью ЭВМ. // Тр. ин-та МЭИ. 1987. - ВЫП. 134. - С. 124 - 129.
- Григорьев А. А., Кощавцев Н. Ф. Определение вероятности обнаружения объектов на неравномерных фонах //Труды МЭИ, вып. 316, 1977., с. 15 – 18.
- Григорьев А. А. Оценка эффективности обнаружения объектов наблюдателем на случайных неаддитивных фонах //Труды МЭИ, вып. 12, 1983., с. 24-28.
- Архипов Б. Б., Григорьев А. А. Исследование вероятности обнаружения объектов наблюдателем на случайных фонах //Тезисы докладов III Международной светотехнической конференции, г. Новгород, 1997 г., с. 64-65.